# Edgardo Arnaudo
Edgardo Gustavo Arnaudo (General Pico, La Pampa, Argentina, 31 de agosto de 1973) es un exfutbolista argentino que jugaba como arquero.

## Trayectoria

### Victoriano Arenas
Arnaudo debutó en Victoriano Arenas en 1993. Jugó en el club hasta 1995, año en el que tuvo un gran rendimiento.

### Independiente
En 1995 dio el salto en su carrera cuando pasó a Independiente. Estuvo en el rojo por una temporada.

### General Belgrano
Volvió a su provincia natal, para jugar en General Belgrano, en 1996. Jugó en el club pampeano hasta el 1997.

### Godoy Cruz
Para la temporada 1997/98 viajó a Mendoza y se unió a Godoy Cruz.

### Atlético Tucumán
En el año 1998 se sumó a Atlético Tucumán. En el club de San Miguel de Tucumán, tuvo un breve paso.

### Defensa y Justicia
En 1999 pasó a Defensa y Justicia. En el halcón jugó hasta el año 2000.

### Patronato
En el 2001 se mudó a Entre Ríos y se unió a Patronato. Jugó en el patrón hasta el 2002.

### Estudiantes de Buenos Aires
En el año 2002 pasó a Estudiantes de Buenos Aires. Vistió la camiseta de Estudiantes hasta el año 2004.

### All Boys
A mediados de 2004 se sumó a All Boys. Donde tuvo un paso corto.

### Platense
En 2005 llegó a Platense. En 2006 se coronó campeón de la B Metropolitana y obtuvo el ascenso a la B Nacional.

## Clubes
| Club                        | País      |
| --------------------------- | --------- |
| Victoriano Arenas           | Argentina |
| Independiente               | Argentina |
| General Belgrano            | Argentina |
| Godoy Cruz                  | Argentina |
| Atlético Tucumán            | Argentina |
| Defensa y Justicia          | Argentina |
| Patronato                   | Argentina |
| Estudiantes de Buenos Aires | Argentina |
| All Boys                    | Argentina |
| Platense                    | Argentina |

## Palmarés
| Título          | Equipo   | País      | Año     |
| --------------- | -------- | --------- | ------- |
| B Metropolitana | Platense | Argentina | 2005/06 |